# Robert Otzen
Robert Otzen (1872 - 1934), Fue un ingeniero de caminos, profesor de construcciones con acero y estática alemán en la Universidad Técnica de Hannover ("TU Hannover") desde el año 1931 fue presidente de los Test de Ensayos de Materiales en Berlín, es reconocido por ser el primer ingeniero de caminos que en diseñar y concebir el concepto de un camino construido sólo para la circulación de automóviles comunes, denominado: autovía, al concepto lo denominó en el año 1927 Autobahn.

## Obra
Dirigió en el año 1929 el primer proyecto de construcción de Autobahn en Alemania denominado por aquel entonces HaFraBa, mantuvo su cargo hasta el 1931. Años antes en la conferencia sobre diseño de carreteras celebrada en Leipzig el 11 de enero de 1927 donde se discutía como principal tópico como modernizar el nuevo diseño y trazado de una carretera que pretendía unir Berlín – Leipzig – Múnich (facilitando en un futuro la unión con Roma mediante un paso alpino), Robert Otzen que por entonces ya estaba adscrito al proyecto HaFraBa, fue el primero en exponer el concepto de Autobahn a los asistentes.